# الهلال الأحمر الليبي
جمعية الهلال الأحمر الليبي هي جمعية أهلية تطوعية ذات نفع عام مساعدة للسلطات العامة في مجال العمل الإنساني ولها شخصيتها الاعتبارية تأسست في 5 أكتوبر 1957، وقع الاعتراف بها قبل اللجنة الدولية للصليب الأحمر في 9 ديسمبر 1958، ويوجد مقر أمانتها العامة ببنغازي.

## مبادئها الأساسية
تعمل الجمعية على هذه المبادئ الأساسية التي تبناها المؤتمر الدولي العشرون للصليب الأحمر والهلال الأحمر، الذي عقد في فيينا عام 1965،وهذه المبادئ:
- الإنسانية.
- عدم التحيز.
- الحياد.
- الاستقلال.
- الخدمة التطوعية.
- الوحدة.
- العالمية.

## أهدافها
- تعزيز احترام الكرامة الإنسانية وتشجيع وتسهيل ودعم جميع أشكال العمل الإنساني الذي يستهدف حماية الإنسان وتخفيف معاناته.
- العمل على تنمية القدرة على التأهب لمواجهة الكوارث على اختلاف طبيعتها وأسبابها.
- المساهمة في دعم قدرات فئات المستضعفين والسعي لتلبية احتياجاتها المختلفة.
- المشاركة في الأنشطة الرامية إلى المحافظة على البيئة وتقديم الرعاية الصحية والاجتماعية وبالتعاون والتنسيق مع الجهات الوطنية ذات العلاقة.
- تحسين أداء الجمعية وزيادة فاعليتها بأقصى قدر ممكن.

## هيئتها
- تتكون من الهيئة العامة المتكونه من 31 فرع يمثلهما اثنان من كل فرع بالإضافة إلى رئيس الجمعية ونائبه.

## وصلة خارجية
موقع جمعية الهلال الأحمر الليبي